# Violência e Lego
Desde a introdução da primeira arma Lego em 1978, a Lego tem sido criticada pela presença de armamento e, consequentemente, pelos níveis de violência apresentados na sua linha de produtos. A relação entre Lego e violência tem sido fonte de controvérsia, apesar do Lego Group ter mantido um ethos de não produzir produtos que promovam a violência. A presença de armas de brinquedo em brinquedos de construção Lego aumentou ao longo dos anos, com a introdução de muitos tipos de armas numa variedade de temas Lego.

## Armamento em conjuntos e temas de Lego
A presença de armas Lego na história da empresa pode ser rastreada até os anos imediatos do pós-guerra, após a Segunda Guerra Mundial. A Lego ainda fabricava brinquedos de madeira até 1947, quando a empresa comprou uma máquina de moldagem por injeção de plástico. A partir de 1945, a Lego começou a produzir uma versão de madeira de uma pistola de brinquedo. A empresa então solicitou uma patente do modelo em 1946. Uma versão de plástico de uma pistola de tiro rápido começou a ser fabricada em 1949.
Quando a Lego foi introduzida pela primeira vez nos Estados Unidos através de um acordo com a Samsonite em 1962, a publicidade da empresa rejeitou temas militares, devido à crescente ansiedade da população com a Guerra do Vietname. Os produtos Lego não incluíam cores verdes opacas, a menos que fossem usadas em árvores e placas de base verdes, a fim de dificultar a construção de veículos militares pelas crianças. A publicidade da Lego concentrou-se na criatividade e no pensamento livre. Um catálogo promocional do Sistema de Sortimento Lego de 1968 no Reino Unido afirmava: "Um bom brinquedo é aquele que dá rédeas soltas [sic] à criatividade natural de uma criança e faz o que ela quer que ela faça".
O Grupo Lego manteve a sua política de longa data de evitar o fabrico de armamento moderno realista. Num relatório da Lego de 2010, a empresa declarou: "O objetivo básico é evitar armas realistas e equipamentos militares que as crianças possam reconhecer de pontos quentes ao redor do mundo e evitar mostrar situações violentas ou assustadoras ao comunicar sobre produtos LEGO. Ao mesmo tempo, o objetivo é que a marca LEGO não seja associada a questões que glorificam conflitos e comportamentos antiéticos ou prejudiciais”. No entanto, ao longo da história da empresa, a presença de armas em conjuntos de Lego aumentou. Em 1978, as armas Lego foram introduzidas no Lego Castle, que incluía uma espada, uma alabarda e uma lança. Outros temas de Lego foram lançados em anos posteriores que incluíam elementos de armas. Em 1989, o tema Lego Pirates introduziu revólveres e canhões, e essa tendência continuou com os conjuntos Bionicle em 2005 e 2006.
O aumento da presença de armamento em conjuntos de Lego pode ser parcialmente atribuído à popularidade de conjuntos com temas de filmes, como Lego Star Wars. Os filmes de Star Wars claramente apresentavam inúmeras armas e os pais levantaram preocupações sobre o seu nível de violência. Quando a Lego ganhou a franquia Star Wars e começou a produzir conjuntos Lego Star Wars em 1999, os pais reclamaram que a empresa estava a abandonar os seus ideais pacifistas. No entanto, os sabres de luz e blasters produzidos nos conjuntos eram todos armas de fantasia e claramente distintos das armas reais.

## Controvérsia
O aumento de armas Lego e outras formas de armamento em conjuntos Lego tem sido uma fonte contínua de controvérsia. Em maio de 2016, investigadores da Universidade de Canterbury publicaram um relatório na revista científica PLOS One, que concluiu que a Lego havia se tornado “significativamente mais violenta” depois da investigação ter descoberto que a violência dos produtos destacados nos catálogos da Lego havia aumentado em 19% a cada ano de 1978 a 2014. A pesquisa também afirmou que quase 30% dos conjuntos de Lego incluíam pelo menos um tijolo de arma. Os pesquisadores usaram o site Bricklink, que cataloga todas as peças usadas em todos os conjuntos de Lego desde 1949 e também examinaram 1.500 imagens de catálogos de Lego desde 1979. No geral, o relatório também observou: "É improvável que a empresa LEGO seja a única fabricante de brinquedos cujos produtos se tornaram cada vez mais violentos; por exemplo, a Oppel já forneceu evidências iniciais de que a Playmobil seguiu uma trajetória semelhante... A questão permanece, porém, porquê a violência aumentou tanto em geral." A pesquisa não avaliou se o aumento teve alguma influência no comportamento violento em crianças.
Gary Cross, professor de história da Universidade Estadual da Pensilvânia, observou que a expansão do armamento da Lego nos seus produtos foi o resultado da concorrência direta após um aumento na popularidade dos brinquedos de figuras de ação na década de 1980 e também de empresas de videojogos, como a Nintendo e a Sega. As armas de brinquedo da Lego podem ter sido simplesmente um sintoma do aumento geral da violência na cultura pop.
A Lego rebateu as suas críticas afirmando que faz uma distinção clara entre conflito e violência. Amanda Santorum, uma gerente da marca da Lego, disse: “não fazemos produtos que promovam ou incentivem a violência. Elementos semelhantes a armas num conjunto de Lego fazem parte de um cenário de fantasia/imaginário, e não de um cenário realista da vida quotidiana.”

## Armas personalizadas
Vários construtores personalizados de Lego, empresários e pequenas empresas tentaram preencher as lacunas no inventário de armas Lego da empresa, muitas vezes ignorando o espírito da empresa em relação a armas Lego e a equipamentos militares modernos. Um adolescente britânico chamado Jack Streat construiu uma série de armas de Lego funcionais, incluindo uma réplica de espingarda de ferrolho Lee-Enfield. Ele também produziu um livro intitulado LEGO Heavy Weapons [Armas Pesadas, em português]. Um fã adulto de Lego (AFOL) chamado Will Chapman projetou e moldou as suas próprias armas de brinquedo não funcionais usando moldes de alumínio construídos de um torno CNC e plástico moldado por injeção de tijolos de Lego derretidos.